# Gornja Voća
Gornja Voća is een plaats in de gemeente Donja Voća in de Kroatische provincie Varaždin. De plaats telt 688 inwoners (2001).